# Гриценко, Яна Викторовна
Яна Викторовна Гриценко (родилась 14 января 1994 года в Ейске) — российская волейболистка сидя, игрок «ЦСП-Крылатское»; чемпионка мира 2018 года в составе женской сборной России, чемпионка Европы 2019 года. Заслуженный мастер спорта России (2018).

## Биография
Уроженка Ейска, ранее занималась обычным волейболом. В 2016 году она была сбита автомобилем на пешеходном переходе, а врачи вынуждены были ампутировать ногу пострадавшей. Средства для реабилитации и закупки бионического протеза собирали всем городом. Позже Яна окончила московский университет и занялась волейболом сидя.
Яна выступает за московскую команду «ЦСП-Крылатское». В составе женской российской сборной выиграла чемпионат Европы 2019 года, а также чемпионат мира 2018 года. За победу на чемпионате мира 2018 года удостоена звания Заслуженного мастера спорта России.